# ادی یوسف
ادی یوسف (انگلیسی: Adi Yussuf؛ زادهٔ ۲۰ فوریهٔ ۱۹۹۲) بازیکن فوتبال اهل تانزانیا است.
از باشگاه‌هایی که در آن بازی کرده‌است می‌توان به باشگاه فوتبال گینزبورو ترینیتی، باشگاه فوتبال هیستون، باشگاه فوتبال برتون آلبیون، باشگاه فوتبال تاموورث، باشگاه فوتبال بارو، باشگاه فوتبال آکسفورد سیتی، باشگاه فوتبال لستر سیتی، باشگاه فوتبال هروگیت تاون، باشگاه فوتبال منزفیلد تاون، و باشگاه فوتبال لینکولن سیتی اشاره کرد.
وی همچنین در تیم ملی فوتبال تانزانیا بازی کرده‌است.